# Let's Have a Kiki
Let's Have a Kiki è un singolo degli Scissor Sisters.

## Background
Il brano è diventato famoso negli ambienti gay per il fatto che la locuzione "Let's have a kiki" è usata in gergo per indicare un gruppo di amici che "spettegolano" e conversano alle spalle di qualcuno.
Il brano è stato pubblicato in America l'11 settembre 2012, e in tutta Europa il 18 settembre in seguito alla diffusione virale in rete del brano e del relativo video che a sua volta ha aiutato il singolo a raggiungere la prima posizione della classifica Dance/Club Play Songs Chart di Billboard.

## Produzione
Il brano è una dance song prodotta dagli stessi Scissors Sisters, scritta da Jason Sellards, Scott Hoffman e Ana Lynch.

## Video
Il video è stato diffuso il 27 luglio.